# Optofluídica
L-a optofluídica es un área de investigación y tecnología que combina las ventajas de la fluídica (en particular la microfluídica) y la óptica. Entre las aplicaciones de esta tecnología se encuentran las pantallas, los biosensores, los dispositivos Lab on a chip, las lentes y las herramientas de imagen molecular y energía.

## Historia
La idea de los dispositivos ópticos de fluidos se remonta al menos al siglo XVIII, cuando se propusieron (y finalmente se desarrollaron) piscinas giratorias de mercurio como telescopios de espejo líquido. En el siglo XX se desarrollaron nuevas tecnologías, como los láseres de colorante y las guías de onda de núcleo líquido, que aprovecharon la sintonización y la adaptabilidad física que los líquidos proporcionaban a estos sistemas fotónicos de reciente aparición. El campo de la optofluídica empezó a surgir formalmente a mediados de la década de 2000, cuando los campos de la microfluídica y la nanofotónica estaban madurando y los investigadores empezaron a buscar sinergias entre estas dos áreas. Una de las principales aplicaciones de este campo es el lab-on-a-chip y los productos biofotónicos.

## Empresas y transferencia de tecnología
La investigación optofluídica y afines ha dado lugar a la creación de una serie de nuevos productos y empresas de nueva creación. Varioptic se especializa en el desarrollo de lentes basadas en la electrolectura para numerosas aplicaciones. Optofluidics, Inc. fue lanzada en 2011 desde la Universidad de Cornell con el fin de desarrollar herramientas para el atrapamiento molecular y el diagnóstico de enfermedades basadas en la tecnología de resonadores fotónicos. Liquilume, de la Universidad de California en Santa Cruz, se especializa en diagnósticos moleculares basados en guías de ondas de flecha.
En 2012, la Comisión Europea puso en marcha un nuevo marco COST que se ocupa exclusivamente de la tecnología optofluídica y su aplicación.